# 皮斯波特
皮斯波特是德国莱茵兰-普法尔茨州的一个市镇。总面积19.60平方公里，总人口1898人，其中男性963人，女性935人（2011年12月31日），人口密度97人/平方公里。